# Železniční stanice Modi'in merkaz

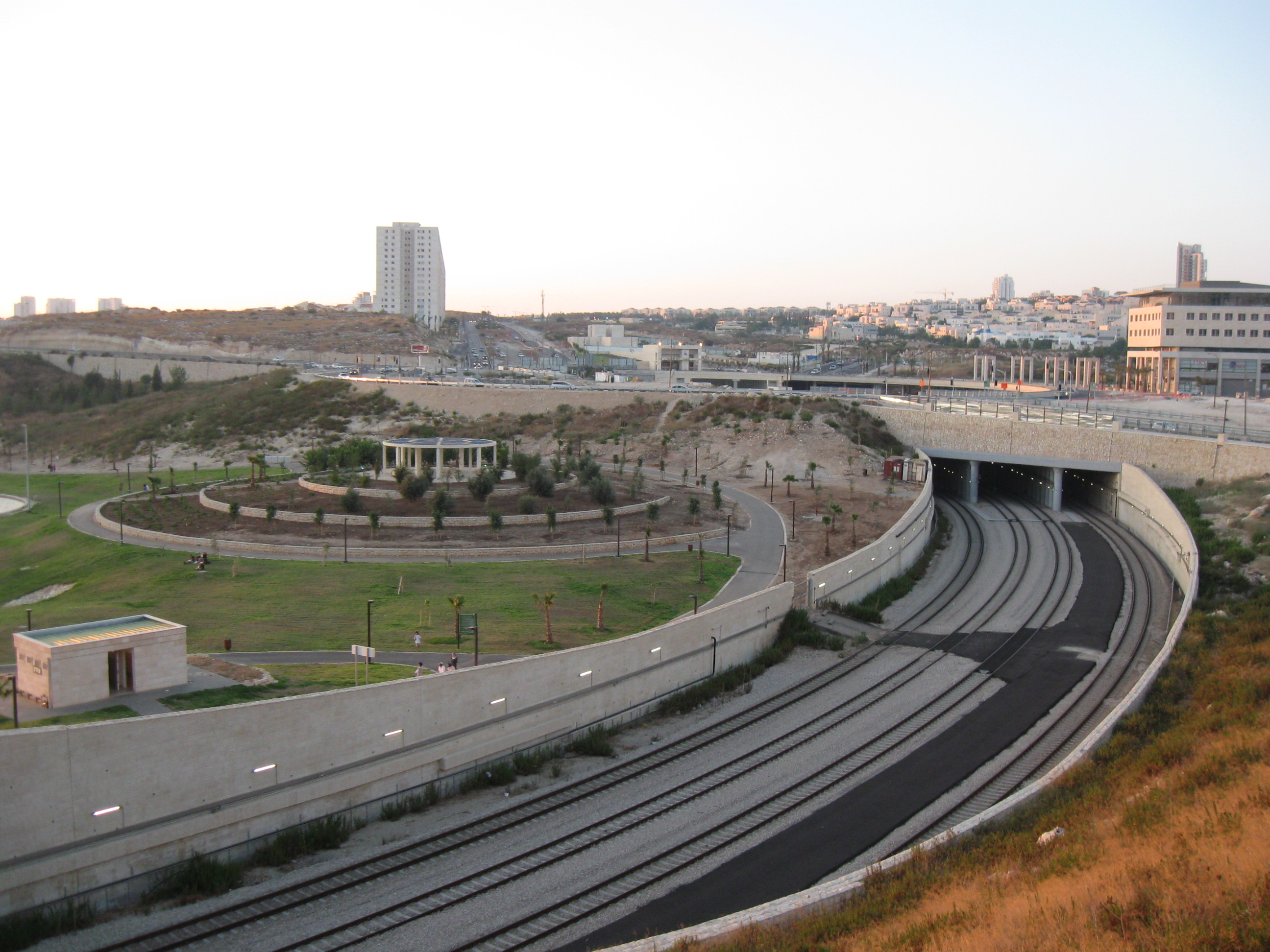
Vedení železniční trati v úseku před stanicí

Železniční stanice Modi'in merkaz (hebrejsky: תחנת הרכבת מודיעין מרכז‎, Tachanat ha-rakevet Modi'in merkaz, doslova železniční stanice Modi'in-střed) je železniční stanice na železniční trati Tel Aviv-Modi'in v Izraeli.
Leží v centrální části Izraele na pahorcích nadaleko východního okraje pobřežní nížiny, v nadmořské výšce cca 240 metrů. Je situována do centra nového města Modi'in, které od 90. let 20. století vyrůstá na výšině nad Ajalonským údolí poblíž Latrunu. Stanice je napojena na silnici číslo 431 dálničního typu, podél které jsou vedeny i koleje. V posledním úseku je ovšem trať vedena pod zemí a pod úrovní terénu je i celá stanice. Západně od stanice se rozkládá park Anaba a v okolí probíhá výstavba hustě osídlených obytných čtvrtí. Probíhá tudy městská třída Sderot ha-Chašmonajim.
Byla otevřena v roce 2008 jako další stanice nové železniční trati z Tel Avivu. Jde o konečnou stanici, kterou zůstane i po připravovaném prodloužení trati do Jeruzaléma, protože úsek do Jeruzaléma bude veden po samostatné větvi, takže úsek trati v Modi'in už nebude prodlužován. Je obsluhována autobusovými linkami společnosti Veolia Transport (dříve Connex). Nejsou tu k dispozici parkovací místa pro automobily. V stanici fungují prodejní stánky a automaty na nápoje.